# Аракчеев, Алексей Андреевич
Граф (с 1799) Алексе́й Андре́евич Аракче́ев (23 сентября [4 октября] 1769, родовое имение Гарусово, Новгородская губерния — 21 апреля [3 мая] 1834, с. Грузино, Новгородская губерния) — военный и государственный деятель Российской империи, генерал от артиллерии (1807), один из важнейших приближенных императоров Павла I и Александра I. Реформатор русской артиллерии, военный министр (1808—1810), главный начальник Императорской канцелярии (с 1812) и военных поселений (с 1817). Первый владелец дворцово-паркового ансамбля в Грузине (не сохранился).
Был известен как большой любитель муштры и фрунта.

## Место рождения

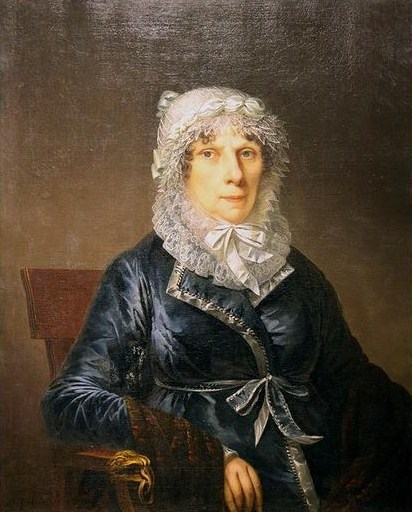
Елизавета Андреевна Аракчеева (урожд. Ветлицкая) (1750—1820), мать А. А. Аракчеева

Происходил из дворянского рода Аракчеевых. Точное место рождения долгое время было неизвестно, указывалась просто Новгородская губерния без конкретизации.
Метрическая запись о рождении была обнаружена лишь в марте 2017 года выходцем из Тверской области, инженером Владимиром Крутовым. Запись под № 20 В разделе «О рождающихся, 1769 года» гласит: «в октябре 5 числа усадища Гарусова у помещика Андрея Андреева сына Аракчеева сын Алексей». Таким образом, А. А. Аракчеев родился именно в Гарусове.

## Ранние годы
Первоначальное образование под руководством сельского дьячка состояло в изучении русской грамоты и арифметики. К последней науке мальчик чувствовал большую склонность и усердно занимался ею.
Желая поместить своего сына в Шляхетский инженерный и артиллерийский кадетский корпус, отец отвёз его в Санкт-Петербург. При записи в военное училище предстояло заплатить до двухсот рублей, которые удалось получить, в основном, от П. И. Мелиссино, бывшего тогда директором корпуса. На аттестации отмечались его успехи в военных и математических науках, к гуманитарным дисциплинам он «не имел особенно склонности». В 1786 году он был награждён серебряной, вызолоченной медалью, учреждённой за отличие. В 1787 году он закончил обучение в звании подпоручика и оставлен при корпусе.
В 1790 году начал давать уроки по артиллерии и фортификации сыновьям графа Н. И. Салтыкова, которому он был рекомендован тем же П. И. Мелиссино.
Спустя некоторое время наследник престола Павел Петрович обратился к графу Салтыкову с требованием предоставить ему расторопного артиллерийского офицера. Граф Салтыков указал на Аракчеева и отрекомендовал его с самой лучшей стороны. Точное исполнение возлагавшихся на него поручений и знание военной дисциплины (лично проверял состояние солдатских казарм и караулы) расположило наследника к Аракчееву. Он стал комендантом Гатчины и впоследствии — начальником всех сухопутных войск наследника. Он был необходим Павлу как «непревзойдённый в России мастер муштры».

## Царствование Павла I
По восшествии на престол Павел I сделал полковника Аракчеева 7 ноября 1796 года петербургским комендантом; 8 ноября — произведён в генерал-майоры; 9 ноября — в майоры гвардии Преображенского полка; 13 ноября — наградил орденом Святой Анны 1-й степени; 5 апреля 1797 года ему было пожаловано баронское достоинство и орден Святого Александра Невского. Ему также было пожаловано две тысячи крестьян с предоставлением выбора губернии. Аракчеев выбрал село Грузино в Новгородской губернии.
18 марта 1798 года был отставлен от службы (поводом стал скандал, связанный с тем, что один из оскорблённых им офицеров покончил с собой), но при этом пожалован чином генерал-лейтенанта. Однако вскоре был снова принят на службу. 22 декабря 1798 года ему было велено состоять генерал-квартирмейстером, а 4 января следующего года он был назначен командиром гвардии артиллерийского батальона и инспектором всей артиллерии; 8 января пожалован командором ордена Святого Иоанна Иерусалимского; 5 мая — графом Российской империи. 1 октября того же года он был отставлен от службы в очередной раз. На этот раз отставка продолжалась до нового царствования.

## Царствование Александра I

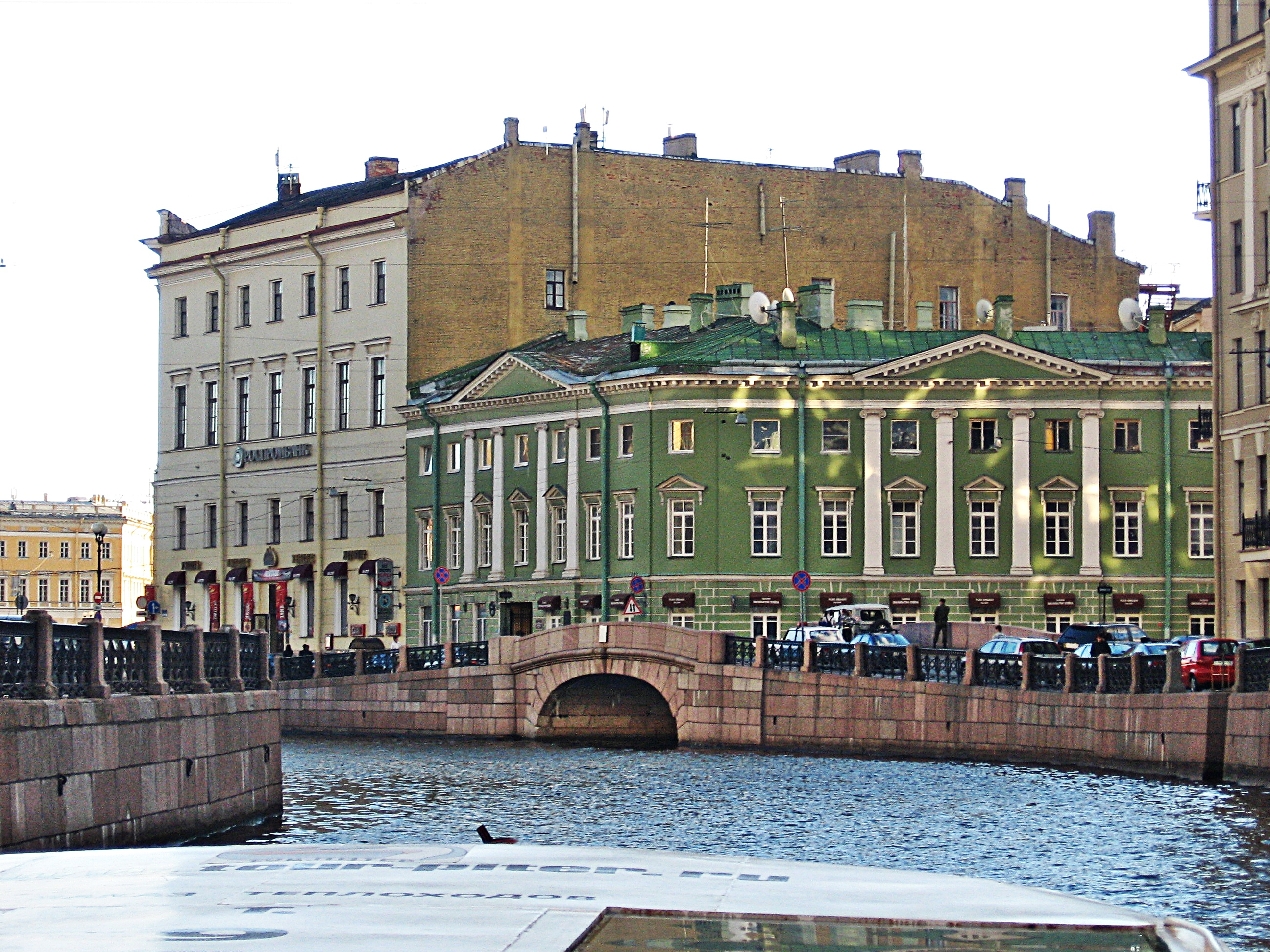
Дом Аракчеева на Мойке у Зимнего дворца. Архитектор Ф. Демерцов

В 1801 году на престол взошёл император Александр I, с которым Аракчеев хорошо сблизился по службе ещё как с наследником престола.
В 1802 году была организована комиссия для преобразования артиллерии под председательством Аракчеева, в которую входили известные русские артиллеристы И. Г. Гогель, А. И. Кутайсов и X. Л. Эйлер. Эта комиссия выработала систему орудий, позднее названную «аракчеевской» или «системой 1805 года»: у 12-фунтовой пушки калибр 121 мм, масса ствола 800 кг, масса лафета 670 кг; калибр 6-фунтовой пушки 95 мм, масса ствола 350 кг, лафета — 395 кг; калибр 1/2-пудового единорога 152 мм, масса ствола 490 кг, масса лафета 670 кг; калибр 1/4-пудового единорога 123 мм, масса ствола 345 кг, лафета — 395 кг. Артиллерия стала самостоятельным родом войск.
14 мая 1803 года был принят на службу с назначением на прежнее место, то есть инспектором всей артиллерии и командиром лейб-гвардии артиллерийского батальона. В 1805 году участвовал в Аустерлицком сражении, командовал пехотной дивизией. Атаковал уланов Мюрата, но эта атака провалилась, а сам Аракчеев был ранен.
4 февраля 1806 года венчался в Сергиевском соборе в Петербурге с дочерью умершего полковника Натальей Фёдоровной Хомутовой, но вскоре разошёлся.
В 1807 году произведён в генералы от артиллерии, а 13 (25) января 1808 года назначен военным министром Российской империи; 17 (29) января назначен генерал-инспектором всей пехоты и артиллерии с подчинением ему комиссариатского и провиантского департаментов. Во время управления министерством им были изданы новые правила и положения по разным частям военной администрации, упрощена переписка, учреждены запасные рекрутские депо и учебные батальоны; артиллерии была дана новая организация, приняты меры к повышению уровня специального образования офицеров, упорядочена и улучшена материальная часть. Положительные последствия этих улучшений обнаружились во время войн в 1812—1814 годах.
Принимал участие в войне с Швецией.
1 января 1810 года был отправлен в отставку из Военного министерства (из-за недовольства проектом учреждения Госсовета) и назначен председателем департамента военных дел во вновь учреждённом Государственном совете, с правом присутствовать в Комитете министров и сенате.
14 июня 1812 года снова был призван к управлению военными делами; «с оного числа, — по словам Аракчеева, — вся французская война шла через мои руки, все тайные повеления, донесения и собственноручные повеления государя».
Во время Отечественной войны 1812 года занимался вопросами резервов и снабжения армии продовольствием. Тогда же стал единственным докладчиком императора по всем текущим делам и вопросам.
С 1816 года занимался вопросами военных поселений, хотя изначально был противником данного проекта. При этом вёл дела жёстко, с беспощадной последовательностью, не стесняясь недовольства населения, насильственно отрываемого от вековых, исторически сложившихся обычаев и привычного строя жизни. Целый ряд бунтов среди военных поселян был подавлен с неумолимой строгостью; внешняя сторона поселений доведена до образцового порядка; до императора доходили лишь самые преувеличенные слухи о их благосостоянии, и многие даже из высокопоставленных лиц, или не понимая дела, или из страха перед могущественным временщиком превозносили новое учреждение непомерными похвалами.
Влияние Аракчеева на дела и могущество его продолжалось во всё царствование Александра I. Будучи влиятельнейшим вельможей и приближённым императора, отказался от пожалованных ему других орденов: в 1807 году – от ордена Святого Владимира и в 1810 году – от ордена Святого апостола Андрея Первозванного (но оставил себе на память рескрипт на этот орден). В 1814 году отказался от чина генерал-фельдмаршала.
Удостоившись пожалования портрета императора, украшенного бриллиантами, бриллианты возвратил, а сам портрет оставил. Говорили, что когда император пожаловал его мать званием статс-дамы, Аракчеев отказался и от этого. Александр I с неудовольствием сказал: «Ты ничего не хочешь от меня принять!», на что Аракчеев якобы ответил: «Я доволен благоволением Вашего Императорского Величества, но умоляю не жаловать родительницу мою статс-дамою; она всю жизнь свою провела в деревне; если явится сюда, то обратит на себя насмешки придворных дам, а для уединённой жизни не имеет надобности в этом украшении». Пересказывая об этом событии приближённым, он прибавил: «только однажды в жизни, и именно в сём случае, провинился я против родительницы, скрыв от неё, что государь жаловал её. Она прогневалась бы на меня, узнав, что я лишил её сего отличия» (Словарь достопамятных людей Русской земли, изд. 1847).
При учреждении 28 июля 1821 года Сибирского комитета, Аракчеев был включён в его первый состав.
По просьбе Лазаревых, учредивших в Москве Армянское училище, оно было в 1825 году было подчинено «главному Начальству Генерала от Артиллерии Графа Аракчеева».

## Обустройство личного имения
Для обустройства своего имения в Грузино были приглашены, в частности, Ф. И. Демерцов, В. П. Стасов, И. П. Мартос, Д. Б. Скотти, М. Н. Воробьёв. На строительство усадебного дома, его украшение и обстановку за 1800—1830 годы граф потратил более 582 тысяч рублей. Построил новую сеть дорог и провёл общую перепланировку всех деревень своего поместья. При этом строения, местоположение которых графа не устраивало, разбирались и переносились туда, куда надо. Крестьянские дома строились по типовому проекту, красились одинаковой краской, располагались по линейке и украшались цветами. Строительство всевозможных пристроек, сараев и навесов было запрещено категорически. Такая планировка позволяла вести строгий учёт и контроль.
Было составлено огромное количество инструкций, которые регламентировали буквально каждый шаг крепостного. Согласно этим правилам, в каждой крестьянской семье должна была быть лошадь и определённое количество коров. Если скотина умирала, то сельский голова должен был купить новую. Однако если в гибели животного был виноват хозяин, он платил штраф. Животным, как и людям, предписывалось благопристойное поведение. Так, например, Аракчеев распорядился посадить на привязь всех кошек, чтобы они не отравляли жизнь певчим птицам. Считая, что свиньи только портят пейзаж, граф выпустил специальный указ, запрещающий жителям окрестных сел держать свиней.
Личная жизнь крепостных также шла по составленному Аракчеевым плану. Например, один раз в год составлялись списки молодых людей, которые хотели жениться. Великим постом женихи подвергались экзамену на предмет знания молитв. Результаты экзаменов передавались графу, который давал или же не давал разрешение на брак. Против каждого имени он писал свою резолюцию. При этом он следил за тем, чтобы браки не расстраивались из-за бедности жениха или невесты. Если возникали проблемы, то он оказывал новобрачным материальную помощь, а невестам из хороших, но бедных семейств выдавал деньги «для построения шубы или какого платья». Каждый аракчеевский крепостной имел специальную «винную книжку», в которую записывались все его провинности.
Грузино было превращено в образцовую общину, в которой всё делалось на основе планов и инструкций, к тому же было организовано медицинское обслуживание населения, бесплатное обучение и развитая система различных социальных выплат.
Данные меры привели к тому, что если сначала с одного крепостного собиралось 4 рубля 60 копеек оброка, то за 20 лет эта сумма постепенно выросла до 18 рублей. В бытовом отношении аракчеевским крепостным жилось очень хорошо. Однако самих крестьян эта жизнь приводила в ужас, и многие предпочитали удариться в бега.

## Поздние годы

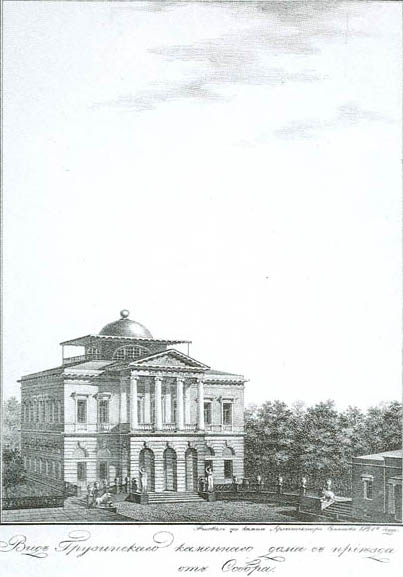
Дом Аракчеева в усадьбе Грузино

19 ноября 1825 года скоропостижно скончался Александр I.
Был отправлен в отставку Николаем I. Сохранив звание члена Государственного совета, Аракчеев отправился путешествовать за границу; его здоровье было надломлено отставкой и убийством дворовыми в Грузине Настасьи Минкиной (Шумской) — наложницы Аракчеева и управительницы его имением. В 1833 году Аракчеев внёс в государственный заёмный банк 50 000 рублей ассигнациями с тем, чтобы эта сумма оставалась в банке 93 года неприкосновенною со всеми процентами: ¾ из этого капитала должны были быть наградой тому, кто напишет к 1925 году лучшую историю царствования Александра I на русском языке, остальная четверть этого капитала предназначалась на издержки по изданию этого труда, а также на вторую премию, и двум переводчикам по равной части, которые переведут с русского на немецкий и на французский языки удостоенную первой премии работу.
Соорудил перед соборным храмом своего села бронзовые памятники императорам Павлу и Александру. Также пожертвовал 300 000 рублей для воспитания из процентов этого капитала в Новгородском кадетском корпусе бедных дворян Новгородской и Тверской губерний.
Николай I, узнав о его болезненном состоянии, прислал к нему в Грузино лейб-медика Я. В. Виллие, но последний не мог ему уже помочь, и 21 апреля 1834 года Аракчеев скончался, «не спуская глаз с портрета Александра, в его комнате, на том самом диване, который служил кроватью самодержцу всероссийскому». Перед смертью он проговорил: «Проклятая смерть», — и умер. Прах Аракчеева покоится в храме села Грузино, у подножия бюста императора Павла I.
Умер, не оставив наследников. Ещё в 1816 году император Александр I утвердил духовное завещание Аракчеева, поручив хранение завещания Правительствующему сенату. Завещателю предоставлено было избрать наследника, но Аракчеев не исполнил этого; в распоряжениях же Аракчеева было сказано: «ежели бы дни его прекратились прежде избрания им достойного наследника, то сие избрание предоставляет он Государю Императору». Вследствие такой воли Николай I признал за лучшее отдать навсегда Грузинскую волость и всю принадлежащую к ней движимость в полное и нераздельное владение Новгородскому кадетскому корпусу, получившему с тех пор название Аракчеевского (позднее находившемуся в Нижнем Новгороде) с тем, чтобы он обращал доходы, получаемые с имения, на воспитание благородного юношества и принял имя и герб завещателя.
В 1910 году разгорелась сенсация вокруг изображения Богоматери в бывшей резиденции Аракчеева; согласно сенсации, лик Богоматери являлся портретом Настасьи Минкиной. Версия была опровергнута историком А. А. Гоздаво-Голомбиевским.

## Награды
- Орден Чёрного орла (1809, королевство Пруссия)[19]
- Орден Красного орла (1809, королевство Пруссия)

## Послужной список
В службе:
- 10 (21) октября 1783 года — кадетом в Артиллерийском кадетском (впоследствии — 2-й) корпусе;
- 9 (20) февраля 1785 года — пожалован капралом;
- 27 сентября (8 октября) 1785 года — сержантом;
- 27 сентября (8 октября) 1787 года — произведён в подпоручики армии в том же корпусе;
- 11 (22) января 1789 года — переименован в поручики в том же корпусе;
- 24 июня (5 июля) 1790 года — назначен адъютантом, чина армии капитана, в штаб артиллерии-генерала Мелиссино;
- 8 (19) октября 1792 года — произведён в капитаны;
- 5 (16) августа 1793 года — в майоры;
- 28 июня (9 июля) 1796 года — в подполковники, в батальоне Его Императорского Величества;
- 8 (19) ноября 1796 года — назначен комендантом Санкт-Петербурга и штаб-офицером лейб-гвардии Преображенского полка;
- 8 (19) ноября 1796 года — в генерал-майоры;
- 18 (29) марта 1798 года — в генерал-лейтенанты и уволен в отставку;
- 11 (22) августа 1798 года — принят обратно из отставки в службу с отданием старшинства, и определён в свиту Его Императорского Величества;
- 4 (15) января 1799 года — назначен командиром гвардейского артиллерийского батальона и инспектором всей артиллерии;
- 1 (12) октября 1799 года — отставлен от службы;
- 14 (26) мая 1803 года — вторично принят в службу и назначен инспектором всей артиллерии;
- 27 июня (9 июля) 1807 года — произведён в генералы от артиллерии;
- 13 (25) января 1808 года — назначен военным министром;
- 17 (29) января 1808 года — генерал-инспектором всей артиллерии и пехоты;
- 18 (30) января 1810 года — назначен в Государственный совет председательствующим по Военному департаменту (до 30 марта (11 апреля) 1812 года);
- 17 (29) июня 1812 года — назначен управляющим Канцелярией императора (с 7 (19) декабря 1812 года — Собственная Его Императорского Величества канцелярия)
- 18 (30) августа 1814 года — назначается докладчиком императора по делам Особого комитета для оказания помощи раненым;
- 24 декабря 1815 (5 января 1816) года — назначается докладчиком императора по делам Комитета министров и Государственного совета;
- 10 (22) января 1816 года — вторично назначен в Государственный совет председательствующим по Военному департаменту;
- 3 (15) февраля 1821 года — назначается главным начальником Отдельного корпуса военных поселений;
- 20 декабря 1825 (1 января 1826) года — освобождён от должности управляющего Собственной Его Императорского Величества канцелярией и от заведования делами Комитета министров;
- 30 апреля (12 мая) 1826 года — уволен в отпуск для «поправления расстроенного здоровья»;
- 23 октября (4 ноября) 1826 года — уволен с должности главного начальника Отдельного корпуса военных поселений;
- 8 (20) апреля 1832 года — приказ императора Николая I: «Не считать графа Аракчеева инспектором артиллерии и пехоты».
- Высочайше повелено, в воздаяние отличного управления Военным министерством отдавать ему все прежние военные почести.

Высочайшим приказом 28 апреля (10 мая) 1834 года — исключён из списков умершим.

## Оценки
Он сам писал:

В жизни моей я руководствовался всегда одними правилами – никогда не рассуждал по службе и исполнял приказания буквально, посвящая все время и все силы мои службе царской. Знаю, что меня многие не любят, потому что я крут, да что делать? Таким меня бог создал!— Т. Кандаурова. Гений зла и блага. «Родина» №3, 2000 год

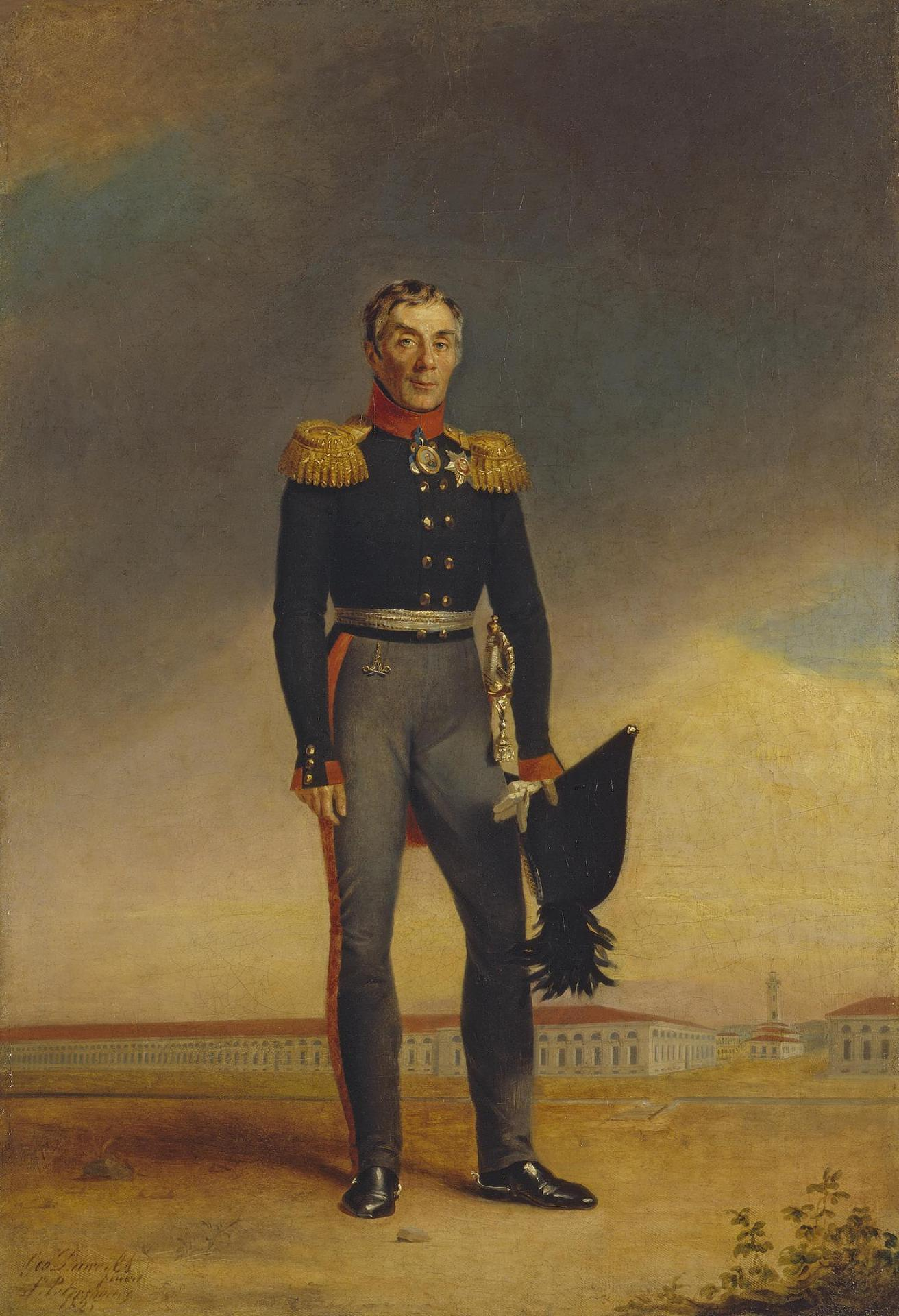
Портрет А. А. Аракчеева работы Дж. Доу, 1823, Эрмитаж

В своих записках Саблуков так говорит о внешности Аракчеева:

По наружности Аракчеев похож на большую обезьяну в мундире. Он был высок ростом, худощав и жилист; в его складе не было ничего стройного; так как он был очень сутуловат и имел длинную тонкую шею, на которой можно было бы изучать анатомию жил, мышц и т. п. Сверх того, он как-то судорожно морщил подбородок. У него были большие, мясистые уши, толстая безобразная голова, всегда наклоненная в сторону; цвет лица его был нечист, щеки впалые, нос широкий и угловатый, ноздри вздутые, рот большой, лоб нависший. Чтобы дорисовать его портрет — у него были впалые серые глаза, и всё выражение его лица представляло странную смесь ума и злости.— 
С детства угрюмый и необщительный, оставался таким и в продолжение всей жизни. При недюжинном уме и бескорыстии он умел помнить и добро, когда-либо кем ему сделанное. Кроме угождения воле монаршей и исполнения требований службы, он ничем не стеснялся. Время его почти безграничного владычества (последние годы, первой четверти XIX века) было своего рода террором, так как все трепетали перед ним. Вообще, память по себе он оставил недобрую. Многочисленные мемуарные свидетельства его подчинённых (Аракчеев: Свидетельства современников. — М.: Новое литературное обозрение, 2000) говорят о нём как о человеке и начальнике необыкновенно бесчувственном и крайне жестоком.
Из донесения Сардинского посланника графа Жозефа де Местра:

Он сделался военным министром и обеспечен неслыханной властью. Он жесток, строг, непоколебим; но, как говорят, нельзя назвать его злым. Я считаю его очень злым. Впрочем, это не значит, чтобы я осуждал его назначение, ибо в настоящую минуту порядок может быть восстановлен лишь человеком подобного закала. Остается объяснить, как решился его императорское величество завести себе визиря: ничто не может быть противнее его характеру и его системе. Основное его правило состояло в том, чтобы каждому из своих помощников уделять лишь ограниченную долю доверия. Полагаю, что он захотел поставить рядом с собою пугало пострашнее по причине внутреннего брожения, здесь присутствующего…

Он все давит, перед ним исчезли, как туман, самые заметные влияния. Один высокопоставленный военный человек говорил мне намедни, что дело может кончиться страшным ударом со стороны кого-либо из обиженных, но у русских слишком твердые правила, чтобы убивать министров.— А. Малахов. Чиновник по особым злоключениям. «КоммерсантЪ-Деньги», №16(471), 26 апреля 2004 года
Обширный материал для характеристики графа Аракчеева и его времени собран на страницах «Русской старины» (издание 1870—1890 годов). Также см. «Русский архив» (1866 г. № 6 и 7, 1868 г. № 2 и 6, 1872 г. № 10, 1876 № 4); «Древняя и Новая Россия» (1875 г. № 1—6 и 10); Ратч, «Биография гр. Аракчеева» («Военный сборник», 1861); Булгарин, «Поездка в Грузино» (СПб., 1861); Глебова, «Слово об Аракчееве» («Военный сборник», 1861 год) и др.
Историк Зубов в своей работе «Размышления над причинами революции в России» рассматривает военные поселения как попытку Александра I создать в России класс, опираясь на который, царь мог бы осуществить либеральные реформы. Так автор оценивает Аракчеева и его деятельность:

Аракчеев, верующий и благочестивый с молодых лет православный христианин, одарённый блестящими организаторскими способностями и административным талантом и, что, наверное, самое главное, трудившийся не ради корысти и славы, а также, как и Император, следуя своему нравственному долгу …, такой сотрудник был бесконечно нужен Александру. Император прекрасно знал слабости и недостатки своего гатчинского друга — малокультурность, обидчивость, завистливость, ревность к царской милости, но все это перевешивалось в глазах царя его достоинствами. Александр, Аракчеев и князь А. Н. Голицын втроем составили тот мощный рычаг, который чуть было не развернул Россию с пути к национальной катастрофе, намеченного деяниями «великих» монархов XVIII века — Петра и Екатерины.— Андрей Зубов. Размышления над причинами революции в России
Царствование Александра Благословенного. «Новый Мир» 2006, № 7
В конце XX века отечественные историки стали по-другому оценивать деятельность Аракчеева. В годы русско-шведской войны 1808—1809 годов Аракчеев прекрасно организовал снабжение войск, обеспечивал пополнением и артиллерией. Своим личным участием и организацией боевых действий он побудил шведов начать мирные переговоры. Победы русской армии 1812—1813 годов не были бы столь блистательны, если бы в руководстве военного ведомства, тылового снабжения и обеспечения не было Аракчеева. Именно хорошая подготовка армии к боевым действиям ещё до 1812 года способствовала успешному разгрому противника в Отечественной войне 1812 года.
Аракчеев всю свою жизнь люто ненавидел традиционно укоренившееся в российском обществе взяточничество. Пойманные с поличным немедленно изгонялись с должностей, невзирая на лица. Волокита и, как следствие, вымогательство с целью получения взятки преследовались им беспощадно. Аракчеев требовал незамедлительного решения вопросов и строго следил за сроками исполнения.
И, наконец, о порядочности Аракчеева свидетельствуют чистые бланки указов, подписанные Александром I, которые оставлял царь Аракчееву, часто уезжая из столицы. Временщик мог использовать эти чистые бланки в своих целях для расправы с неугодными, ибо врагов у него было достаточно. Но ни один из доверенных царём бланков не был использован Аракчеевым в собственных личных целях.
Современные исследователи характеризуют его «как одного из наиболее эффективных в отечественной истории администраторов» и считают, что он был «идеальным исполнителем, способным воплотить в жизнь грандиозные предначертания».

### Пушкин об Аракчееве
А. С. Пушкин написал несколько не вполне цензурных эпиграмм на Аракчеева. Однако, отзываясь на кончину сановника, Пушкин писал жене: «Об этом во всей России жалею я один — не удалось мне с ним свидеться и наговориться».

## Аракчеевщина
Аракчеевщина — режим реакционного полицейского деспотизма и грубой военщины, ассоциированный с деятельностью Аракчеева. Термин употребляется в либеральной среде с конца первой четверти XIX века для обозначения всякого грубого произвола. Особенно категорически негативно оценивалась деятельность Аракчеева советскими историками и публицистами как уродливое проявление российского самодержавия. Серьёзного анализа деятельности Аракчеева как государственного и военного деятеля, как правило, не проводилось. Поэтому термин нёс в себе негативно обобщающий оттенок времени царствования Павла I и Александра I.

## В культуре

### Кинематограф
- Сергей Карнович-Валуа («Юность поэта» СССР, 1937).
- Михаил Астангов («Суворов» СССР, 1941).
- Андрей Толубеев («Шаги императора» СССР, 1990).
- Сергей Арцибашев («Северный сфинкс» Россия, 2003).
- Юрий Ицков («18-14» Россия, 2007).
- Борис Клюев («1812: Уланская баллада» Россия, 2012).
- Роман Мадянов («Союз Спасения. Время гнева» Россия, 2022).

## Издания Аракчеева и Типография военных поселений
При Штабе военных поселений граф Аракчеев открыл типографию, в которой маленькими тиражами печатал различные издания. Часть из этих книг представляли правила для людей, живущих в военных поселениях, часть описывала родовое гнездо Аракчеева, село Грузино. Наибольшей библиографической редкостью является книга «Виды села Грузино», богато декорированное издание. В альбом входит 40 литографий. Год издания 1823 или 1824, точный тираж не известен.

## Память
В 1817 году Отто Коцебу (во время плавания на бриге «Рюрик») присвоил имя Аракчеева атоллу одного из Маршалловых островов.
В 1820 году Фаддей Беллинсгаузен присвоил имя Аракчеева одному из островов Россиян (Фангатау).
Алексею Аракчееву посвящён один из барельефов на стеле «Город воинской славы» в Гатчине.